# VR-Bank Schwerin
Die VR-Bank eG in Schwerin entwickelte sich aus einer 1933 gegründeten deutschen Genossenschaftsbank. Sie hatte ihren Sitz in der Landeshauptstadt Schwerin von Mecklenburg-Vorpommern. Im Jahr 2020 erfolgte eine Fusion mit der Volks- und Raiffeisenbank eG, Wismar, bei gleichzeitiger Bildung der VR Bank Mecklenburg, die Schweriner Einrichtung wurde aufgelöst.

## Geschichte
Der Vorläufer der VR-Bank eG wurde zu Zeiten des Nationalsozialismus 1933 gegründet. Nach dem Zweiten Weltkrieg, infolge des Potsdamer Abkommens wurden im August 1945 in der Sowjetischen Besatzungszone alle bestehenden Banken geschlossen. Den Geschäftsbetrieb übernahmen neu gegründete Landesbanken. Doch Genossenschaften und deren Geldinstitute wurden bald wieder zugelassen, so dass die Schweriner Genossenschaftsbank zu DDR-Zeiten weiter geführt wurde.
Im wiedervereinigten Deutschland fusionierten 1992 die Volksbank Schwerin eG und die Raiffeisenbank Schwerin eG zur VR-Bank eG (VR sind die Anfangsbuchstaben der beiden Bankeinrichtungen). Das neue Institut vergrößerte sich im Jahre 1993 um die Raiffeisenbank eG Parchim und im Jahre 1994 um die Raiffeisenbank eG Ludwigslust.
Am 1. Oktober 2020 übernahm die ehemalige Volks- und Raiffeisenbank eG, Wismar, das Vermögen der VR-Bank eG Schwerin und verlegte ihren Sitz nach Schwerin, bei gleichzeitiger Bildung der VR Bank Mecklenburg. Die Vertreterversammlungen fanden am 9. und 11. Juni 2020 statt und beschlossen die Fusion rückwirkend zum 1. Januar 2020. Im Februar 2022 erfolgte eine weitere Fusion mit der Rostocker Volks- und Raiffeisenbank, so dass damit die größte Genossenschaftsbank im Bundesland Mecklenburg-Vorpommern entstand.

## Rechtsgrundlagen und Organisation
Rechtsgrundlagen der Bank waren ihre Satzung und das Genossenschaftsgesetz. Die Organe der Genossenschaftsbank waren der Vorstand, der Aufsichtsrat und die Vertreterversammlung. Die Bank war der amtlich anerkannten BVR Institutssicherung GmbH und der zusätzlichen freiwilligen Sicherungseinrichtung des Bundesverbandes der Deutschen Volksbanken und Raiffeisenbanken e. V. angeschlossen.

## Niederlassungen
Die VR-Bank Schwerin eG unterhielt acht Filialen und eine Hauptverwaltung. Neues Domizil der Hauptverwaltung ist seit November 2014 das VR-Bank-Haus im Werderpark (ehemalige Werderklinik). Der Banksitz avancierte mit der erneuten Fusion zum Hauptsitz der VR Bank Mecklenburg. Im Zuge der Fusion 2022 wurde der Hauptsitz der VR Bank Mecklenburg nach Rostock verlegt. Das VR-Bank-Haus im Werderpark in Schwerin dient weiterhin als Verwaltungszentrum.